# Campo Acosta
Campo Acosta es una localidad del estado mexicano de Jalisco. Es parte del municipio de Tomatlán.

## Demografía
| Gráfica de evolución demográfica |
|                                  |

| Censo | Población |
| ----- | --------- |
| 1970  | 1 028     |
| 1980  | 1 303     |
| 1990  | 1 977     |
| 2000  | 2 253     |
| 2010  | 2 638     |
| 2020  | 3 153     |